# Problema de la vela
El problema de vela es una prueba cognitiva que mide la influencia de la fijación funcional en las capacidades del participante para resolver problemas. La prueba fue creada por el psicólogo de la Gestalt Karl Duncker y se publicó de manera póstuma en 1945. Duncker originalmente presentó esta prueba en su tesis sobre tareas de resolución de problemas en la Universidad Clark.

## Problema
En la prueba, el participante debe resolver la siguiente tarea: cómo fijar una vela a una pared (un tablero de corcho) y encenderla sin que la cera de la vela caiga sobre la mesa que se encuentra abajo. Para hacer esto, solo se pueden utilizar los siguientes elementos (además de la vela) :

- Una caja de fósforos
- Una caja de chinches

## Solución

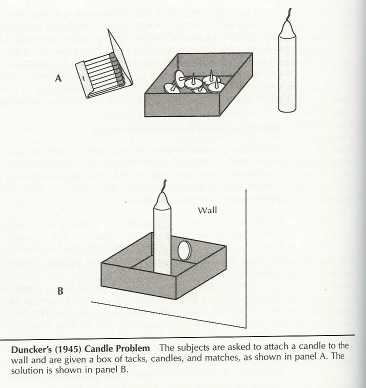
El problema de vela

La solución es vaciar la caja de chinches, usar uno para clavar la caja a la pared, poner la vela en la caja  y encender la vela con los fósforos. El concepto de fijación funcional predice que el participante solo observará la caja como un elemento para guardar los chinches y no la considerara de inmediato como un elemento separado,  funcional y disponible para solucionar la tarea.

## Respuesta
Si bien muchas de las personas que intentan esta prueba exploran otros métodos para lograr el objetivo, estos son menos eficientes. Por ejemplo, algunas intentaron pegar la vela a la pared con un chinche, pero sin utilizar la caja, mientras que otros intentaron derretir un poco la vela y utilizar la cera como adhesivo para pegar la vela a la pared. Ninguno de estos métodos funcionó. Sin embargo, si antes de realizar la prueba se dejaban los chinches al lado de la caja (no dentro de esta), prácticamente todos los participantes encontraban la solución óptima, que se define por sí sola.
Esta prueba se ha aplicado a diversos grupos, por ejemplo, los estudiantes del MBA de la Escuela de Administración Kellogg en un estudio cuyo objetivo era investigar si existía una relación entre vivir en el extranjero y la creatividad.

## Glucksberg
Glucksberg (1962) utilizó un diseño experimental de 2 x 2 donde manipulaba si los chinches y los fósforos estaban dentro o fuera de la caja y si los participantes recibían premios en dinero por resolver el problema rápidamente. Los participantes que no obtendrían dinero, denominados “con baja pulsión” (low-drive), recibieron la siguiente indicación: "Estamos realizando un estudio piloto sobre diferentes problemas y deseamos identificar cuáles serán los más adecuados para realizar en un experimento que planeamos hacer más adelante. Nos gustaría establecer ciertos parámetros sobre el tiempo requerido para resolver el problema". El otro grupo, denominado "con alta pulsión" (high-drive), recibió la siguiente indicación: "dependiendo de qué tan rápido resuelva el problema, puede ganar $5 o $20 dólares. El 25% superior de los participantes en su grupo ganará $5 cada uno y el mejor recibirá $20. El criterio principal es la cantidad de tiempo". Como nota, si se ajusta la inflación desde 1962, año de publicación del estudio, en 2018 la cantidad en dólares sería aproximadamente de $41 y $166 respectivamente. Mediante el experimento, se determinó que la condición de "elementos fuera de la caja" era más fácil de resolver que la condición de "elementos dentro de la caja", dado que más participantes resolvieron el problema. Bajo la condición de elementos dentro de la caja, los participantes con alta pulsión obtuvieron peores resultados de los participantes con baja pulsión. Glucksberg interpretó estos resultados según la "teoría neoconductista de las pulsiones": la alta pulsión amplía la duración del hábito dominante y, por ende, impide que el hábito correcto se vuelva predominante". Es complejo establecer una explicación mediante el efecto de sobrejustificación debido a la falta de un efecto principal para la pulsión y una tendencia no significativa en la dirección opuesta bajo la condición de elementos fuera de la caja.

Otra forma de explicar los mayores niveles de fracaso durante la condición de alta pulsión es que transformar la actividad en una competencia por recursos limitados puede crear niveles moderados de estrés en el participante, lo que puede producir en el sistema nervioso simpático una respuesta conocida como reacción de lucha o huida.  Esta respuesta de estrés interfiere de forma importante en aquellas áreas relacionadas con el pensamiento creativo y la resolución de problemas en la corteza prefrontal del cerebro.

## Implicancias lingüísticas
E. Tory Higgins y W. M. Chaires identificaron que se podían mejorar los resultados en el problema de la vela al hacer que los participantes repitieran los nombres de los pares comunes de esta prueba con una estructura lingüística diferente e inusual, por ejemplo, "caja y chinches" en vez de "caja de chinches". Esta fraseología ayuda a distinguir los elementos como entidades diferentes y más accesibles.
En una versión escrita de esta prueba, realizada con personas de la Universidad de Stanford, Michael C. Frank y el investigador en adquisición del lenguaje Michael Ramscar determinaron que con solo subrayar los materiales importantes (" en la mesa hay una vela, una caja de chinches y una caja de fósforos) aumentaba de un 25% a un 50% la cantidad de participantes que resolvían el problema de la vela .